# Abele Nunatak
Abele Nunatak är en nunatak i Antarktis. Den ligger i Marie Byrds land i Västantarktis. Inget land gör anspråk på området. Toppen på Abele Nunatak är 1 211 meter över havet, eller 16 meter över den omgivande terrängen. Bredden vid basen är 2,1 km.
Terrängen runt Abele Nunatak är platt åt nordost, men åt sydväst är den kuperad. Trakten är obefolkad. Det finns inga samhällen i närheten.